# Robert Seethaler
Robert Seethaler (* 7. srpna 1966 Vídeň) je rakouský spisovatel, scenárista a herec.

## Život a dílo
Robert Seethaler vyrůstal ve Vídni. Protože se narodil se silnou oční vadou, navštěvoval školu pro zrakově postižené. Žije v Berlíně a Vídni.
Po studiích herectví Seethaler účinkoval v několika divadlech a televizních sériích, mj. v roli dr. Kneisslera v krimisérii Ein starkes Team. Roku 2015 se objevil v menší roli v celovečerním filmu režiséra Paola Sorrentina Mládí.
Seethalerův román Trafikant (Der Trafikant) z roku 2012 zavádí čtenáře do předválečné Vídně 30. let. Jedním z jeho hrdinů je též zakladatel psychoanalýzy Sigmund Freud.

## Literární a filmová ocenění
- 2005: Scenáristická cena Tankreda Dorsta při Drehbuchwerkstatt München za Heartbreakin’
- 2007: Cena za debut vyhlašovaná Buddenbrookhausem za Die Biene und der Kurt
- 2008: Stipendium Alfreda Döblina (Alfred-Döblin-Stipendium)
- 2008: Kulturní cena spolkové země Dolní Rakousy (Kulturpreis des Landes Niederösterreich)
- 2009: Spreewaldské literární stipendium
- 2009: Grimmova cena za Die zweite Frau v kategorii Nejlepší film
- 2011: Státní stipendium rakouské spolkové vlády
- 2011: Stipendium literárního domu Heinricha Heineho ve městě Lüneburg
- 2015: Grimmelshausenova cena (Grimmelshausen-Preis) za Celý život
- 2016: Nominace na Mezinárodní Man Bookerovu cenu
- 2016: Knižní cena rakouské hospodářské komory
- 2017: Cena Antona Wildganse (Anton-Wildgans-Preis)
- 2017: Nominace na International Dublin Literary Award za Celý život

## Přehled děl

### Romány
- Die Biene und der Kurt. Kein & Aber, Zürich 2006, ISBN 3-0369-5155-5
- Die weiteren Aussichten. Kein & Aber, Zürich 2008, ISBN 978-3-0369-5525-4
- Jetzt wird's ernst. Kein & Aber, Zürich 2010, ISBN 978-3-0369-5574-2
- Der Trafikant. Kein & Aber, Zürich 2012, ISBN 978-3-0369-5645-9
- Ein ganzes Leben. Hanser Berlin, München 2014, ISBN 978-3-446-24645-4

### Filmové scénáře
- Die zweite Frau, Sperl & Schott Film, 2008
- Heartbreakin’
- Harry Stein

## Přehled děl v češtině
- Trafikant Argo, Praha 2014, přel. Michael Půček
- Celý život Plus, Praha 2017, přel. Michael Půček